# 음운 규칙
음운 규칙(音韻規則, phonological rule)은 모든 언어마다 존재하는, 음운의 변화 현상을 말한다. 크게 동화, 이화, 삽입, 탈락, 강화, 약화, 도치, 대치 등으로 구분할 수 있다. 공시적인 변화 외에 통시적인 변화도 존재한다.
공시적인 변화를 음운 변동(音韻變動, phonological variation), 통시적인 변화를 음운 변화(音韻變化, phonologial change)로 구분하기도 하며, 둘을 아울러 음운 과정(音韻過程, phonological process) 또는 음운 현상(音韻現象, phonological phenomenon)이라고도 한다.

## 유형
동화특징이 다른 소리가 서로 비슷해지는 현상. 예: 한국어 독립: /독립/ → [동닙]
이화특징이 비슷한 소리가 서로 달라지는 현상. 예: 영어 chimney: /ˈtʃɪmni/ → [ˈtʃɪmli] (일부 방언에서)
삽입없던 음운이 추가되는 현상. 예: 한국어 /눈요기/ → [눈뇨기]
탈락있던 음운이 탈락되는 현상. 예: 한국어 /니르다/ (옛말) → [이르다] (현대어)
강화예: 한국어 소주: /소주/ → [쏘주]
약화예: 일본어 てがみ (편지): /te/ + /kami/ → [tegami]
도치음운의 위치가 서로 바뀌는 현상. 예: 영어 bird: 고대 영어 bridd → 현대 영어 bird
대치음운이 다른 음운으로 바뀌는 현상. 예: 한국어 내일(來日): /래일/ → [내일]

## 같이 보기
- 한국어의 음운 규칙